# Darrell Ang
Darrell Ang est un chef d'orchestre né le 22 novembre 1979 à Singapour.

## Biographie
Né à Singapour, Darrell Ang joue du violon, du basson et du piano. Il a étudié avec Leong Yoon-Pin puis à Vienne, Prague et Saint-Pétersbourg. Il s’est perfectionné avec Jorma Panula et a suivi les cours d’interprétation de Sir Colin Davis et Lorin Maazel. Il étudie pour l'heure[Quand ?] à l'Université Yale aux États-Unis et a remporté le grand prix du concours de chefs d’orchestre de Besançon en 2007.
Il a beaucoup dirigé en Russie et notamment à Saint-Pétersbourg : l’orchestre philharmonique, l’orchestre d'État et l’orchestre du Congrès, ainsi que l’orchestre de Novossibirsk. Il a également donné des concerts en Tchéquie, en Allemagne, en Espagne, en Italie, au Canada, au Mexique et bien sûr en Asie, où il s’est produit avec le Nouvel orchestre philharmonique du Japon et les orchestres symphoniques de Suwon (Corée du Sud) et Singapour. De 2002 à 2006, il a cofondé et dirigé l’orchestre de chambre de Saint-Pétersbourg.
Dans le domaine de l’opéra, Darrell Ang a déjà eu l’occasion de travailler avec les chanteurs de l’académie lyrique du théâtre Mariinsky. Il a dirigé plusieurs productions lyriques et chorégraphiques de Mozart à Britten en passant par Verdi et Tchaïkovski, à l’opéra et au théâtre Rimsky-Korsakov de Saint-Pétersbourg.
Il remporte le Grand Prix de Direction du 50e Concours international de jeunes chefs d'orchestre de Besançon en septembre 2007.
De décembre 2011 à 2015, il était directeur artistique de l'orchestre symphonique de Bretagne. Son successeur est le chef d'orchestre gallois Grant Llewellyn.